# Assemblée provinciale du Nord-Kivu
Bureau définitif
Goma
L'Assemblée provinciale du Nord-Kivu est l'organe législatif de la province du Nord-Kivu, en République démocratique du Congo. Elle joue un rôle clé dans la gouvernance locale, notamment en matière de législation, de contrôle de l'exécutif provincial et de représentation des citoyens de cette région.

## Historique
Créée en 2006, avec l'entrée en vigueur de la Constitution de la République démocratique du Congo, l'assemblée provinciale du Nord-Kivu est le fruit du processus de décentralisation, visant à accorder plus d'autonomie aux provinces. Elle succède à divers organes administratifs qui géraient les affaires locales sous les régimes précédents.
Le Nord-Kivu, situé dans l'est du pays, est une région stratégique et sensible, marquée par des conflits armés et des enjeux socio-économiques complexes. Ces contextes influencent les travaux et priorités de l'Assemblée.

### Siège
Le siège de l'assemblée provinciale est situé dans la ville de Goma, chef-lieu du Nord-Kivu. Le bâtiment, bien que fonctionnel, a parfois fait l'objet de critiques pour son inadéquation face aux besoins croissants de l'institution.

## Corps et structure

### Membres
L'Assemblée provinciale est composée de 48 députés provinciaux, élus pour un mandat de cinq ans lors des élections provinciales. Ces députés représentent les territoires et villes de la province, notamment Goma, Beni, Butembo, Masisi, Rutshuru, Lubero et Walikale,.

### Bureau de l'assemblée
Le bureau est l'organe exécutif de l'Assemblée provinciale, chargé de coordonner ses travaux. Il est composé de,, :
- Un président ;
- Un vice-président ;
- Un rapporteur ;
- Un rapporteur adjoint ;
- Un questeur.

### Commissions permanentes
L'Assemblée fonctionne à travers des commissions spécialisées qui examinent des questions spécifiques, telles que :
- Les affaires économiques et financières[11] ;
- La sécurité et la défense[12] ;
- La santé et l’éducation[13],[14] ;
- Les infrastructures et le développement[15].

## Rôles et missions
L'Assemblée provinciale exerce trois principales fonctions :
1. Législation : Elle adopte des édits provinciaux (lois locales) dans les domaines relevant des compétences provinciales, comme l'aménagement du territoire, l'éducation primaire et secondaire, et la santé publique[16].
2. Contrôle de l'exécutif : Elle contrôle les actions du gouverneur et des ministres provinciaux, notamment en examinant leurs budgets et rapports d’activités[17],[18].
3. Représentation : Les députés provinciaux servent de relais entre la population et l'administration provinciale, plaidant pour les besoins et les aspirations des citoyens[19].

### Défis et enjeux
L'Assemblée provinciale du Nord-Kivu évolue dans un contexte marqué par :
- Les conflits armés persistants et l'insécurité causée par des groupes armés locaux et étrangers[20].
- Les crises humanitaires, notamment les déplacements massifs de populations[21].
- Les défis économiques liés à l'exploitation des ressources naturelles et à un sous-développement infrastructurel[22].
- La pression pour une gouvernance transparente et inclusive face aux critiques de corruption[23].

Malgré ces défis, l’assemblée joue un rôle crucial dans la stabilisation et le développement de la province, en promouvant des solutions locales aux problèmes complexes auxquels le Nord-Kivu est confronté.